# Wilhelm Solheim (botânico)
Wilhelm G. Solheim I (1898 - 1978) foi um botânico norte-americano. O nome do Herbário da Universidade de Wyoming foi batizado em sua homenagem. Descreveu espécies de fungos como Mycena overholtsii. Seu filho, Wilhelm G. Solheim II é um arqueólogo especialista em arqueologia do Sudeste Asiático.